# St. Martin (Ballendorf)

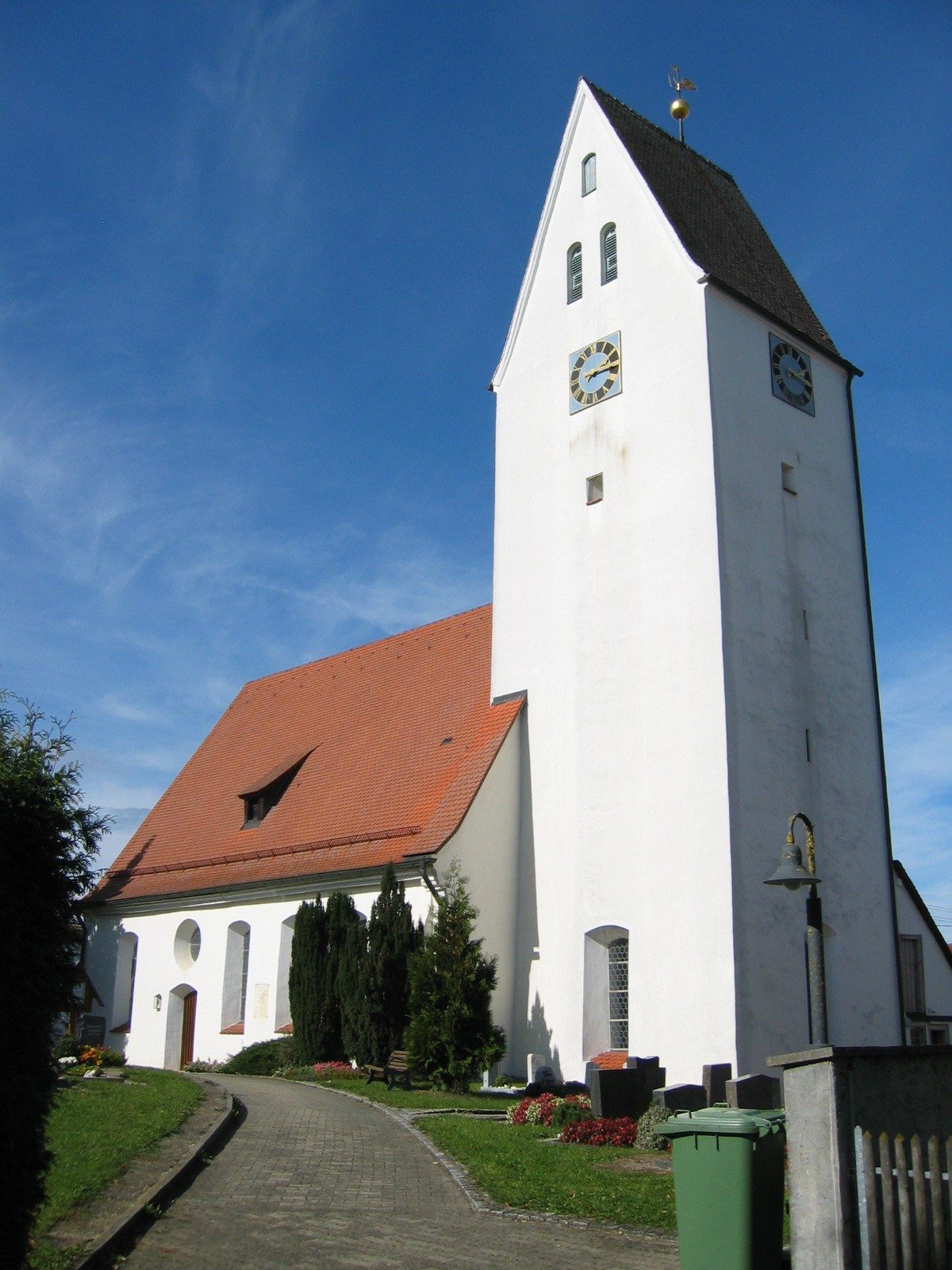
St. Martin in Ballendorf

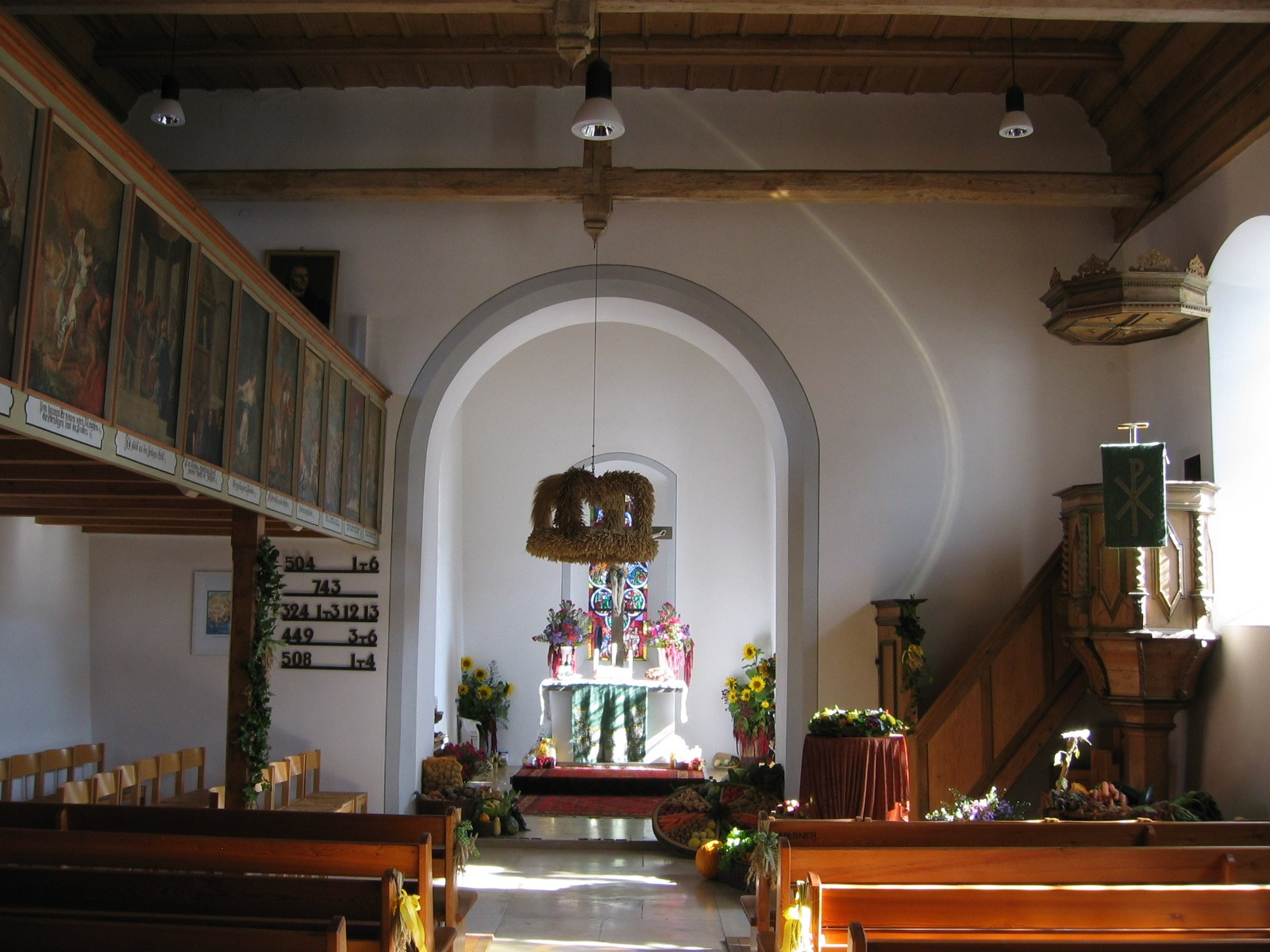
Innenraum (2008)

Die evangelische Kirche St. Martin steht in Ballendorf, einer Gemeinde im Alb-Donau-Kreis in Baden-Württemberg. Sie gehört zum Kirchenbezirk Ulm der Evangelischen Landeskirche in Württemberg. Sie ist beim Landesamt für Denkmalpflege Baden-Württemberg als Baudenkmal eingetragen.

## Beschreibung
Die Saalkirche besteht aus einem Langhaus, das mit einem Satteldach bedeckt ist, und einem Chorturm aus dem 13. Jahrhundert im Osten, der im Kern von einer Wehrkirche stammt. Er wurde später aufgestockt und quer mit einem Satteldach bedeckt.
1885 wurde der Innenraum des Langhauses stark verändert. Die Decke wurde angehoben und Emporen eingebaut. Außerdem wurde der Chorbogen vergrößert. Die im 14. Jahrhundert entstandenen Wandmalereien im Langhaus wurden 1961 aufgedeckt. Die Orgel wurde 1885 als Opus 118 von der Giengener Orgelmanufaktur Gebr. Link errichtet. Sie umfasst sieben Register auf einem Manual und Pedal. Eine Restaurierung erfolgte 1982 durch die Erbauerfirma